# Hossein Qoli Khan
Hossein Qoli Khan, né en 1750 et mort en 1777, est un prince iranien.
Il est le frère d'Agha Mohammad Chah, qui règne comme chah de 1786 à 1797 et le père de Fath Ali Chah Qadjar, chah de 1797 à 1834.

## Famille
Son frère Agha Mohammad Chah ayant été castré à l'âge de sept ans, probablement par Adil Châh, vassal de la famille régnante Zand, n'a pu avoir de successeur.
Son fils Bâbâ Khan, gouverneur de Fars, succéda à Agha Mohammad Chah en prenant le nom de Fath Ali Chah Qadjar.

## Descendance
- Fils de Mohammad Hassan Khan (1715-1758/1759)
- Marié à Aqa Baji ( -1802) dont :
  - Fath Ali Chah Qadjar
  - Husayn Quli Khan ( -1803)
  - Muhammad Sadiq Khan